# Платформа ANDOC
Платформа ANDOC, (рос. платформа ANDOC; англ. ANDOC platform; нім. ANDOC-Plattform f) – велика гравітаційна споруда, розроблена консорціумом британських і данських конструкторських груп для глибоководних робіт (Anglo Dutch Offshore Concrete). Платформа ANDOC конструктивно подібна до інших типів гравітаційних платформ з основою із ніздрюватого бетону і кількома колонами, які підтримують сталеву палубу; призначена для буріння, видобування та складування нафти.